# Łąkówka modroskrzydła
Łąkówka modroskrzydła, łąkówka niebieskoskrzydła (Neophema chrysostoma) – gatunek ptaka z rodziny papug wschodnich (Psittaculidae), występujący w Tasmanii i południowo-wschodniej Australii. Nie wyróżnia się podgatunków. Jest narażona na wyginięcie. Spotykana w hodowlach.
Morfologia
Długość ciała: około 21 cm; masa ciała 33–60 g.
Jej pióra w większości są pokryte oliwkową barwą wraz z niebieskim paskiem, który rozpościera się od czoła po oczy, niebieskie pokrywy skrzydeł z czarnymi lotkami i żółtym podbrzuszem. Samice są większe od samców i mają bardziej zielone skrzydła.
Ekologia i zachowanie
Ptaki te żyją na sawannach, łąkach, farmach, bagnach, wrzosowiskach, wydmach oraz innych otwartych terenach, gdzie wysokości sięgają do 1200 m n.p.m. Wiele z nich migruje na Tasmanię w okresie wiosna–lato, gdzie wychowują potomstwo, na zimę powracają do Australii. Stado tych papug po okresie godowym może wzrosnąć do 2000 ptaków, tuż przed powrotem do Australii.
Sezon lęgowy trwa od września do stycznia. Gniazdo w dziupli w drzewie, pniaku, a nawet w słupie ogrodzeniowym. W zniesieniu 4–6 okrągławych jaj o wymiarach 23,5×19,0 mm.
Żywią się nasionami roślin, kwiatami, owocami i owadami.
Status
Międzynarodowa Unia Ochrony Przyrody (IUCN) od 2022 roku uznaje łąkówkę modroskrzydłą za gatunek narażony na wyginięcie (VU – Vulnerable); wcześniej (od 1988 roku) była klasyfikowana jako gatunek najmniejszej troski (LC – Least Concern). Liczebność populacji została oszacowana na około 10000 (od 7500 do 15000) dojrzałych osobników. Trend liczebności populacji uznaje się za spadkowy.